# Coefficient d'expansion thermique
Cet article court présente un sujet plus développé dans : Coefficient de dilatation et Dilatation thermique.
Le coefficient d'expansion thermique, ou coefficient de dilatation isobare, est un coefficient calorimétrique défini par :
{\displaystyle \alpha ={\frac {1}{V}}\left({\frac {\partial V}{\partial T}}\right)_{\!P}}
avec :
- {\displaystyle V} le volume de l'objet considéré ;
- {\displaystyle T} la température ;
- {\displaystyle P} la pression.

Dans la définition ci-dessus on peut remplacer le volume {\displaystyle V} de l'objet par le volume massique ou le volume molaire du matériau dont il est constitué.
Notations :
- en thermodynamique on représente généralement le coefficient d'expansion thermique par la lettre {\displaystyle \alpha }, comme ci-dessus ;
- en science des matériaux on utilise plutôt la lettre {\displaystyle \beta }, réservant la lettre {\displaystyle \alpha } au coefficient de dilatation linéaire ({\displaystyle \beta =3\alpha } pour les matériaux isotropes).